# Eremobates scopulatus
Eremobates scopulatus är en spindeldjursart som beskrevs av Muma 1951. Eremobates scopulatus ingår i släktet Eremobates och familjen Eremobatidae. Inga underarter finns listade i Catalogue of Life.